# Macrosiphum occidentalis
Macrosiphum occidentalis är en insektsart. Macrosiphum occidentalis ingår i släktet Macrosiphum och familjen långrörsbladlöss. Inga underarter finns listade i Catalogue of Life.